# Blacus koenigsmanni
Blacus koenigsmanni är en stekelart som beskrevs av Haeselbarth 1973. Blacus koenigsmanni ingår i släktet Blacus och familjen bracksteklar. Inga underarter finns listade.